# Mikronucleus
Als Mikronukleus bzw. Mikronucleus oder auch Kleinkern bezeichnet man als Gegensatz zum sehr viel größeren Makronukleus einen Kern in Einzellern wie Wimpertierchen oder manchen Foraminiferen, der ausschließlich zur Steuerung generativer Prozesse in der Zelle dient, so z. B. beim Vorgang der Konjugation.